# 小林武史
小林 武史（こばやし たけし、1959年6月7日 - ）は、日本の音楽プロデューサー・ソングライター・編曲家・キーボーディスト。山形県新庄市出身。山形県立新庄北高等学校卒業。烏龍舎代表取締役社長。ap bank代表理事。日本音楽制作者連盟理事。Bank Band、Reborn-Art Session、YEN TOWN BAND、Lily Chou-Chou、BRADBERRY ORCHESTRAのメンバー。また、My Little Loverの元メンバー。
サザンオールスターズやMr.Childrenを手がけ、日本の音楽業界を代表するプロデューサーとして広く知られている。

## 経歴

### 音楽業歴
5歳からクラシックピアノを始めた。兄の影響もあって多くの音楽、特に洋楽を聴いて育った。高校の頃には、ジャズ理論なども自ら学ぶ。後に、バークリー音楽大学から帰ってきた先生にバークリーメソッドで音楽理論を個人的に学んでいた。バンドを組んで自作曲を演奏したり米軍キャンプ回りをする一方、20歳の頃にはスタジオミュージシャン（キーボーディスト）としても活動を始める。バークリー音楽大学に行きたい気持ちもあったが、日本でもある程度学べたことと仕事が増えたことで、実践で経験をつけていった。1977年に廣田龍人が率いる「RICKY&REVOLVER」の結成に参加（1984年脱退、後任キーボーディストは吉俣良）。1978年にアン・ミュージック・スクールに入学。
1980年には、業界プレゼンライブ「第1回原宿音楽祭」に出場し優勝。その頃、杏里への楽曲制作を依頼され初めて作曲を手掛けた「思いきりアメリカン」（1982年4月21日）がヒット。これを機に作曲家としても活動を開始（この曲以外の杏里への提供楽曲では、作曲のみならず、すべて作詞も手掛けていて、当時は杏里のサポート・メンバーでもあった）。またこの時、杏里のアレンジをしていた佐藤準の薦めでアレンジャー業も始めた。
25歳の頃、大村憲司との出会いをきっかけに井上陽水、坂本龍一、高橋幸宏、大貫妙子、麗美など数多くのアーティストの楽曲やライブにキーボーディストとして参加したり、松本隆・筒美京平コンビの楽曲の編曲を手掛けるなど、瞬く間に引くてあまたとなる。
1987年に、桑田佳祐の1stソロシングル「悲しい気持ち (JUST A MAN IN LOVE)」（1987年10月6日）、2ndソロシングル「いつか何処かで (I FEEL THE ECHO)」（1988年3月16日）のアレンジに参加し、1stソロアルバム『Keisuke Kuwata』（1988年7月9日）と共に当時あまりメジャーではなかった小林が高く評価されるきっかけとなった。「このアルバムのシェフは小林君、自分は素材として気持ちよく仕事ができた」と桑田は語っている。
1988年、1989年には、小林自身が歌っているデモテープを聴いた大貫妙子の勧めで「小林武史」としてソロアルバムを2枚出したが、ほとんどプロモーションが無かったこともありセールス的には大きな影響を生み出せなかった（1stアルバム「Duality」に際しては制作費に3千万円かけたが、売り上げは1万枚にも満たなかった。「このころ、すでに女性ボーカルを探していたが見つからなかったので自分が歌ったが、難しかった」と語っている）。
サザンオールスターズの活動再開後の初シングル「みんなのうた」（1988年6月25日）からサザンの編曲にも参加するようになった。続くアルバム『Southern All Stars』（1990年1月13日）でもアレンジに参加し、桑田が監督した映画『稲村ジェーン』の音楽監督も務めた。収録曲で編曲を担当した「真夏の果実」「希望の轍」はサザンのライブでは必ずと言っていいほど歌われる曲となった。翌1991年は、原由子の2枚組ソロアルバム『MOTHER』（1991年6月1日）のプロデュース、編曲を手掛けた。この頃桑田が結成した（小林曰く“冗談のような”）期間限定バンドSUPER CHIMPANZEEにも参加、日清パワーステーションで洋楽、NHKで邦楽のカバーライブを行った。このライブの模様は桑田佳祐『Acoustic Revolution Live at Nissin Power Station 1991.3.26』（DVD / VHS / LD）で観ることができる。
その後もサザンの活動に参加し、『世に万葉の花が咲くなり』（1992年9月26日）のアルバムプロデュースに加わる。桑田からの評価は揺るぎなかったが、評価の高さのあまりレコーディングの際にバンドメンバーではなく小林一人に頼りすぎてしまう状態になったため（桑田は後に「あいつは危ないヤツだとわかった」と語った）、シングル「クリスマス・ラブ (涙のあとには白い雪が降る)」（1993年11月20日）を最後にサザン・桑田の音楽活動に参加することはなくなった。
この頃、ほかにプロデュースを手掛けていたアーティストに大貫妙子や渡辺美里、小泉今日子などがおり、作曲・編曲を手掛け小泉唯一のミリオンセラーとなる「あなたに会えてよかった」（1991年5月21日）で第33回日本レコード大賞編曲賞を受賞。後に「この曲でメロディーメーカーとして世間に認知されたことが大きな自信になった」と小林は語っている。

### TK時代
小林が「まっさらなバンドをプロデュースしてみたい」とメジャーデビュー時（1992年）からプロデュースしていたMr.Childrenは当初なかなかヒットしなかったが、アルバム『Versus』（1993年）の頃から徐々にブレイク。1995年にはかねてからデビューさせたかったAKKOとギタリスト・藤井謙二をMY LITTLE LOVERとしてデビューさせる。楽曲のほとんどが小林の作詞作曲によるもので、シングル3作目の「Hello, Again ～昔からある場所～」（藤井との共作）、1stアルバム『evergreen』共に200万枚を超える大ヒット。ヒットメーカーの名を不動のものとし、当時trfやglobeのプロデュース業で大活躍していた小室哲哉とイニシャルが同じことから「TK時代」と呼ばれた。MY LITTLE LOVERは2000年代に入ってからは、以前ほどの売れ行きを見せなくなったが、Mr.Childrenは依然として大きなセールスを続け日本を代表するモンスターバンドとなった。
また1995年には、桑田とMr.Childrenを共演させたシングル「奇跡の地球」を発表。また岩井俊二監督の映画『スワロウテイル』（1996年）の音楽監督を務め、同映画の主人公を演じたCharaがボーカルを務める架空のバンド・YEN TOWN BAND名義で出したシングル「Swallowtail Butterfly～あいのうた～」（1996年7月22日）、アルバム『MONTAGE』（1996年9月16日）をヒットさせた。岩井とは、映画『リリイ・シュシュのすべて』（2001年）でもタッグを組み、映画と連動した架空の歌手・Lily Chou-Chou（役はSalyu）の作品をリリースした。
1996年、My Little LoverのボーカルのAKKOと結婚した。
1998年、ソニー・ミュージックエンタテインメント内のSony Music Associated Recordsに「ZONE LABEL」を旗揚げし、Woman's Soul・MANGAHEAD・Lily Chou-Chouをプロデュースするも2年で休止する。

### 現在
- Mr.Childrenはプロデューサーとして共に活動していたが、ツアー自体は2007年の『Mr.Children HOME TOUR 2007』で初めてキーボーディストとして帯同。それ以降のフェスなどにも参加していたが、2014年のライブからサポートを外れている。同時に2015年発売の「REFLECTION」では小林がプロデュースした曲は数曲にとどまり、Mr.Childrenのセルフプロデュースが中心となった。

- MY LITTLE LOVERは2004年以降活動を休止していたが、2006年7月にAKKOのソロプロジェクトとしてエイベックスに移籍を発表。再始動シングル「り・ぼん」（2006年11月8日）、アルバム『akko』（2006年12月6日）では小林は作詞・作曲は行わず、一部の曲でキーボーディストとして参加、エグゼクティブプロデューサーとしてクレジットされている。復活第2弾シングルとなる「あふれる」（2007年3月7日）では作曲・編曲・プロデュースを手掛けているが、その後の作品やライブ活動には関わっていなかった。しかし2008年1月3日、元日にAKKOと離婚したことを発表。その際の「現在はすでに良い友情をお互いに感じています」というコメントを裏付けるかのように、シングル「ラビリンス」（2008年3月12日）、「イニシャル」（2008年4月2日）、「アイデンティティー」（アルバム収録）の3部作を作曲・プロデュース。5月1日のMY LITTLE LOVERデビュー13周年記念ライブではアンコールでサプライズゲストとして登場し、7月21日の「ap bank fes '08」でも共演した。

- Salyuは1998年に小林がスカウト。2000年にLily Chou-Chouのボーカルとしてデビューさせ、2004年のソロデビュー、2006年頃までは、ほぼ全曲で作詞・作曲・編曲・プロデュースを行う。2005年12月31日の「COUNTDOWN JAPAN05/06」までのほぼ全てのライブに、キーボーディストとして参加。『TERMINAL』（2007年1月17日）収録の「トビラ」のPVにも出演している。2007年からSalyuのセルフプロデュースも増えたが、2010年に発表した3rdアルバム『MAIDEN VOYAGE』でもプロデュースや楽曲提供をするなど活動での関係は深い。2010年11月5日には突如Lily Chou-Chou活動再開を発表し、新曲「エーテル」を配信限定リリースした。
- レミオロメンはアルバム『朝顔』（2003年11月19日）から手がけ、シングル「モラトリアム」（2005年1月12日）、アルバム『ether』（2005年3月9日）以降の作品で全面的にかかわっている（今はセルフプロデュース）。ほぼ全曲でピアノやキーボードなどで参加しているが、ライブ活動での共演はない。シングル「太陽の下」（2006年3月1日）のPVに出演している。

- 一青窈とは「ap bankfes '05」で知り合い、「指切り」（2005年12月7日）、「てんとう虫」（2006年11月29日）（アルバム『BESTYO』収録）、「冬めく」（2007年1月31日発売予定だったが発売中止）と立て続けに楽曲提供・プロデュース。一方で、一青は小林がプロデュースするSalyuや綾瀬はるかの楽曲に詞を提供するなど、共作が続いた。
しかし2007年1月26日発売の写真週刊誌「フライデー」、およびそれを後追いしたスポーツ新聞や雑誌等において、小林と一青の不倫が発覚。これを機に仕事を共にすることはなくなっていたが、2008年7月19日の「ap bank fes '08」で共演。12月の一青主演の舞台『箱の中の女』の音楽を手掛ける。また、これらを受けてAKKOとは2008年に離婚。

- 女優の綾瀬はるかは1st、2ndシングルをプロデュース。デビュー曲「ピリオド」（2006年3月24日）ではEvery Little Thingの持田香織が、2ndシングル「交差点days」（2006年9月13日）では一青窈が作詞を行っている。

- 鬼束ちひろは約2年半に渡って活動休止状態だったが、2007年2月20日にプロデュースを手掛けることを発表。3月17日に小林主催のap bankのイベント『AP BANG! 東京環境会議 vol.1』で復活させる。シングル「everyhome」（2007年5月30日）のリリース時には『ミュージックステーション』『僕らの音楽』で鬼束と共に出演し、「everyhome」のPVにも出演している。

- PhilHarmoUniQueをプロデュース。烏龍舎の自社レーベル“ORS（OORONG RECORDS）”の第1弾アーティストとしてデビューさせる。（バンド活動を2010年6月2日から休止中。）

- lego big morlをORSとavexによる“ORS-LLP”よりデビューさせる。エグゼクティブプロデューサーとして関わっている。

- back numberは2015年からアレンジ・プロデュースに携わっており、「ヒロイン」「手紙」「クリスマスソング」「ハッピーエンド」「reunion」[4]「瞬き」「HAPPY BIRTHDAY」「怪盗」「黄色」「アイラブユー」「新しい恋人達に」などバンドの代表曲に携わっている。

- その他には、エレファントカシマシのアルバム『ライフ』（2002年5月2日）のプロデュース、SMAPのシングル「友だちへ ～Say What You Will～」（2005年1月19日）の編曲を行った。また、映画『GATE』（2008年公開）の主題歌として、伊藤由奈の「GATE」を作詞・作曲・編曲。配信限定でリリースされた。

- 映画音楽の製作にも意欲的であり『リリイ・シュシュのすべて』（2001年）、『深呼吸の必要』（2004年） 、『地下鉄に乗って』（2006年）、『幸福な食卓』（2007年）、『ミッドナイト・イーグル』（2007年）の音楽監督を務めている。2009年には岩井俊二プロデュース、北川江吏子監督の『ハルフウェイ』の音楽を担当する。

- 2008年4月～9月まで『ハッピーミックス』（日本テレビ系）に出演。毎回ゲストを迎えて対談をした。

- 2008年5月25・26日放送の『NHKスペシャル 北極大変動』の音楽を担当。

- 2008年10月12日、2009年1月4日放送の『ネオコラ!東京環境会議』（フジテレビ）をプロデュース。覆面アーティスト・ブラッドベリ・オーケストラをプロデュースし、主題歌としてオンエアされたが、覆面の正体は明かされていなかった。ボーカルはSalyuと一青窈であるが、公式には明らかにされていない。

- 2008年11月26日、小林武史ソロ名義としては19年ぶりとなるアルバム『WORKS I』をリリース。CD化されていなかった映画音楽を中心に収録されている。

- 2009年10月1日、大沢伸一と共にプロデューサー・ユニット「BRADBERRY ORCHESTRA」を結成。「Lucky」（Salyu、エリィがボーカル参加）をリリースし、同年11月6日には"BBO RECEPTION PARTY"を開催。同ユニットの形態や活動内容が、一部明らかとなる。

- 2017年7月21日、Bank Bandのコンセプト変更としてReborn-Art Sessionを結成。

- 2017年9月26日、第26回モンブラン国際文化賞を受賞[5]。

- 2024年1月25日、第47回日本アカデミー賞 優秀音楽賞を受賞[6]。

### ap bankでの活動
2001年に桜井和寿、田原健一とACID TESTとして活動したことがきっかけとなり、2003年に櫻井、坂本龍一らと共に環境プロジェクトへの非営利融資機関「ap bank」を設立。
2004年にap bankの活動資金や融資金を集めるために小林と櫻井を中心としてBank Bandを結成。ライブ活動やフェスの開催やCDとDVDのリリースなどを行っており、これらの収益はすべてap bankの活動資金や融資に充てられている。（詳細:リリースに関してはBank Band、フェスに関してはap bankの各ページを参照）
ap bankの活動に関連して雑誌『SWITCH』に連載を持ったり、「ap bank dialogue」と題した講演を行うなど、その活動は多岐にわたる。世界的にも活動が認められつつあり、2007年2月にはロンドンでアル・ゴアと対談、10月にはアメリカの雑誌『TIME』の特別号『Heroes of the Environment（環境問題の英雄たち）』（2007年10月29日号）にて小林と櫻井、ap bankの活動が紹介された。この号に掲載された日本人はほかにトヨタ・プリウスチームのみである。2008年5月31日にはさいたまスーパーアリーナで行われた「VIDEO MUSIC AWARDS JAPAN 2008」に桜井と小林がサプライズ出演し、ap bankでの活動に対しU2のヴォーカリスト・ボノから「Rock The World Award」を授与された。東日本大震災以降はap bankの活動をさらに精力的に進めている。

## 評価
「武史には『お前がうらやましいよ』と言ったことがある。だってプロデューサーと呼ばれていながら、ミュージシャンと一緒に曲が作れるんだから。俺にはそれができないから」（大里洋吉）
「彼と関わっていた時期は、家に帰って1人でメロディやアイディアが思いつくと、次の日に小林が何て言ってくるのか楽しみだった。『いつか何処かで (I FEEL THE ECHO)』を作った時に小林が歌詞に対して意見した時は、今まで歌詞に関して人に何かを言われたことは無かったから、新鮮なショックを受けた」（桑田佳祐）
「確かに小林さん自身の引き出しの多さもありますけれど、小林さんのアドバイスによって、僕ら自身が知らなかった引き出しが開けられていく。そう仕向けることがうまいのが小林さんの特徴だと思います」（桜井和寿）
「私は女っぽい感情的なノリで作るけど、小林さんは数学的で色々計算している」（CHARA）

## 音楽作品

### アルバム
- 『Duality』1988年11月21日（MDCL-1294）
- 『TESTA ROSSA』1989年10月21日（MDCL-1295）
- 『WORKS I』2008年11月26日（TFCC-86280）
- 『Takeshi Kobayashi meets Very Special Music Bloods』2018年4月4日（UMCK-1595）

### シングル
- 「Water Color」（c/w 夏の午後[8]）1989年7月21日（MDS-9）
- 「晴れた日とラプソディー」（c/w 僕の中のスクリーン）1990年2月21日（MDS-15）

### ドラマ音楽
- 『ずっとあなたが好きだった』（TBS系、1992年7月～9月）
- 『ダブル・キッチン』（TBS系、1993年4月～6月）
- 『誰にも言えない』（TBS系、1993年7月～9月）
- 『終らない夏』（日本テレビ系、1995年7月～9月）
- 『御手洗家、炎上する』（Netflix、2023年7月）[9]

### 映画音楽
- 『稲村ジェーン』桑田佳祐監督（1990年公開）
- 『スワロウテイル』岩井俊二監督（1996年公開）
- 『リリイ・シュシュのすべて』岩井俊二監督（2001年公開）
- 『深呼吸の必要』篠原哲雄監督（2004年公開）
- 『地下鉄に乗って』篠原哲雄 監督（2006年公開）
- 『幸福な食卓』 小松隆志監督（2007年1月27日公開）
- 『ミッドナイト・イーグル』成島出監督（2007年11月23日公開）
- 『ハルフウェイ』北川悦吏子監督（2009年2月21日公開）
- 『BANDAGE バンデイジ』小林武史監督（2010年1月16日公開）
- 『愛と誠』三池崇史監督（2012年6月16日公開）
- 『後会無期』（中国の映画）韓寒監督（中国2014年7月24日公開）
- 『万物生长』（中国の映画）李玉監督（中国2015年4月17日公開）
- 『起終点駅 ターミナル』 篠原哲雄監督（2015年11月7日公開）
- 『世界から猫が消えたなら』永井聡監督（2016年5月14日公開）
- 『ラストレター』岩井俊二監督（2020年1月17日公開）
- 『キリエのうた』岩井俊二監督（2023年10月13日公開）[10]
- 『四月になれば彼女は』山田智和監督（2024年3月22日公開）[11]

### 舞台音楽
- 『箱の中の女』（2008年12月）

### その他の主なプロデュース・アレンジ
（本文に登場するアーティスト以外）
アイリーン・フォーリーン、立花理佐、田村英里子、観月ありさ、高野寛、安田成美、BEGIN、牧瀬里穂、鈴木祥子、Uru ほか

## 音楽以外の著作

### 映画
- 『【es】 Mr.Children in FILM』（ドキュメンタリー映画、1995年6月3日公開）監督
- 『ハルフウェイ』 北川悦吏子監督（2009年2月21日公開）プロデュース・音楽
- 『BANDAGE バンデイジ』（2010年1月16日公開）監督

### テレビ番組
- 『ネオコラ!東京環境会議』（フジテレビ、2008年10月12日、2009年1月5日放送）総合プロデュース

### PV監督
- MY LITTLE LOVER
  - 『Hello, Again 〜昔からある場所〜』
  - 『NOW AND THEN 〜失われた時を求めて〜』
  - 『YES 〜free flower〜』
  - 『ANIMAL LIFE』
  - 『Topics』（高橋栄樹と共作）
- Mr.Children
  - 『【es】 ～Theme of es～』
- LANDS
  - 『BANDAGE』
- Salyu
  - 『新しいYES』（森千裕と共作）
  - 『アイニユケル』

### 著作
- 『環境と欲望―東京環境会議―』（ポプラ社、2008年7月）

## ラジオ
- 東日本復興支援プロジェクト J-WAVE HEART TO HEART SEASON 4（2016年4月17日 ‐ 2017年3月19日、J-WAVE、毎月1回第3週目日曜22時05分 ‐ 22時54分[12]）